# سید منصور حسینی
سید منصور حسینی (زادهٔ ۱۳۳۱ در قم-درگذشتهٔ ۲۷ اردیبهشت ۱۳۸۰) نمایندهٔ حوزهٔ انتخابیهٔ مینودشت در دورهٔ ششم مجلس شورای اسلامی بوده‌است.